# Polixena de Hesse-Rotemburgo
Polixena Cristina Joana de Hesse-Rheinfels-Rotemburgo (Langenschwalbach, 21 de setembro de 1706 – Turim, 13 de janeiro de 1735) foi a segunda esposa do rei Carlos Emanuel III e rainha consorte do Reino da Sardenha de 1730 até sua morte, sendo mãe de Vítor Amadeu III. Era filha de Ernesto Leopoldo, Conde de Hesse-Rotemburgo e Leonor de Löwenstein-Wertheim.

## Família
Nascida em Langenschwalbach (na atual Alemanha), era a segunda de dez irmãos; Seu irmão mais velho, o Conde José, viveu sempre como Príncipe-hereditário do pai e nunca tomou posse de Hesse-Rotemburgo; Sua irmã mais nova, a Condessa de Carolina de Hesse-Rotenburgo foi uma das princesas propostas em casamento a Luís XV de França, mas casou-se posteriormente com o primo deste, o Primeiro-ministro da França, Luís Henrique, Duque de Bourbon.
Polixena, ainda jovem, foi proposta como esposa do recentemente viúvo Carlos Emanuel, Príncipe do Piemonte, desde que sua primeira esposa, Ana Cristina do Palatinado-Sulzbach, morreu em 1723 e deixou-o sozinho com um filho. Casaram-se por procuração em 23 de julho de 1724 e a cerimônia ocorreu em 20 de agosto de 1724 em Toruń.

## Rainha da Sardenha

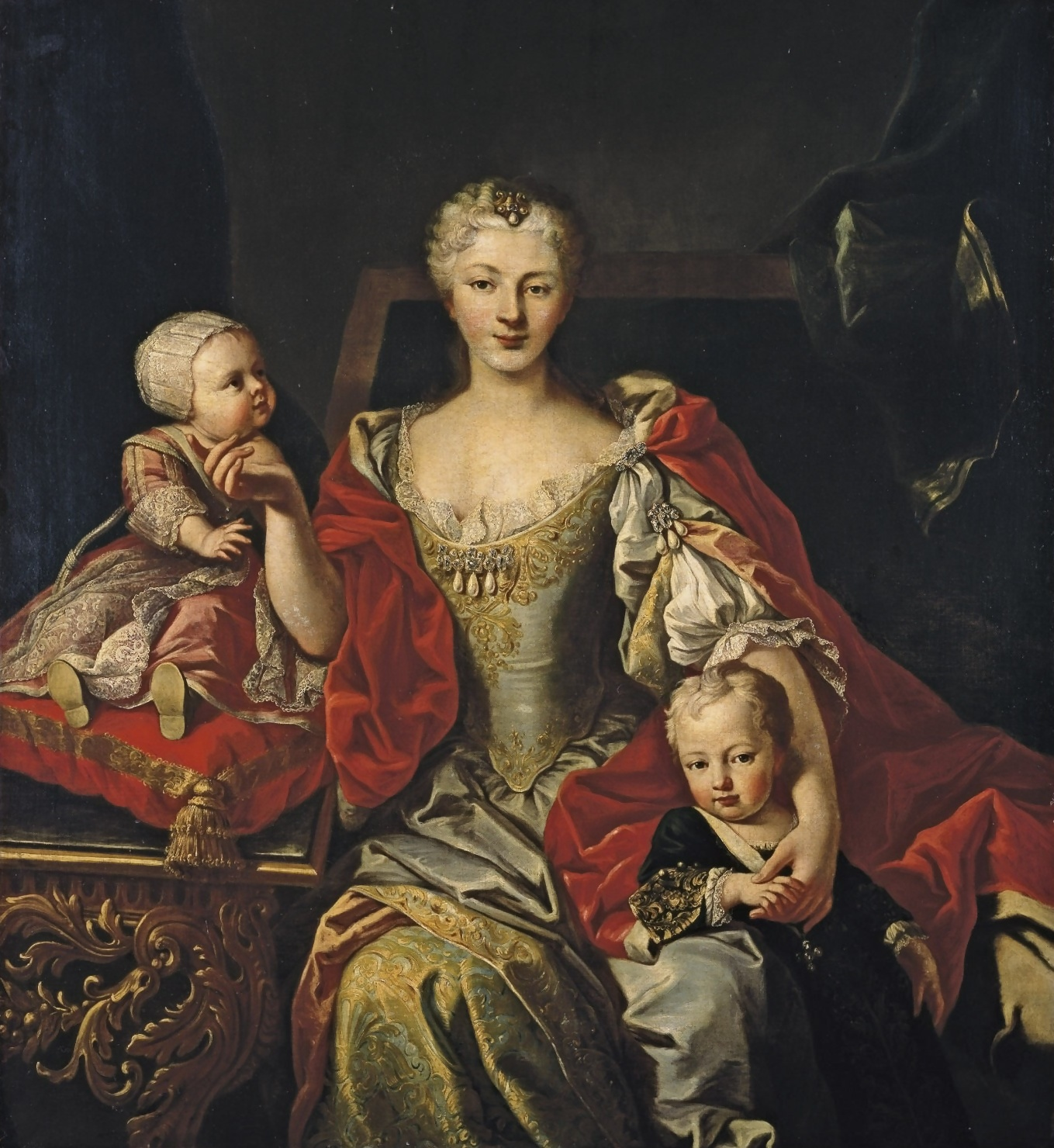
Retrato de Polixena com seus filhos Leonor (esq.) e Vítor Amadeu III (dir.), por Martin van Meytens (c. 1729).

O rei Vítor Amadeu II da Sardenha aproximou-se da família Hesse-Rotemburgo e propôs uma união entre Polixena e seu filho e herdeiro, Carlos Emanuel, Príncipe do Piemonte, após uma união orquestrada por Agostino Steffani com a filha de Reinaldo, Duque de Módena ter falhado. Sua primeira esposa, a condessa Ana Cristina de Sulzbach, morreu em 12 de março de 1723, menos de um ano após seu casamento e apenas uma semana depois de dar à luz um filho, Vítor Amadeu, Duque de Aosta.
Embora apenas dois anos mais jovem, Polixena era sobrinha da primeira esposa de Carlos Emanuel III, e pertencia ao único ramo Católico Romano (desde 1652) da Casa de Hesse.
O noivado foi anunciado em 2 de julho de 1724, e ela casou-se com Carlos Emanuel por procuração em 23 de julho em Rotemburgo. O casamento foi celebrado pessoalmente em Toruń e em Chablais em 20 de agosto de 1724.
Seu enteado Vítor Amadeu, herdeiro de seu pai e avô da coroa da Sardenha, morreu aos dois anos de idade, um ano após o casamento de Polixena. Tinha uma relação muito próxima com sua sogra, Ana Maria de Orleães, e os duas eram avidas frequentadoras da Villa della Regina fora da capital, onde Ana Maria morreu em 1728.
Quando o rei Vítor Amadeu anunciou sua decisão de retornar ao trono depois de ter abdicado em 1730, Polixena usou de sua influência sobre o marido para manter seu pai preso no Castelo de Moncalieri, onde ele teve a companhia por um tempo de sua esposa morganática Anna Canalis di Cumiana, ex-dama de quarto de Polixena.
Tendo estado doente desde junho de 1734, ela morreu no Palácio Real de Turim e foi enterrada primeiramente na Catedral de São João Batista e, mais tarde, em 1786, na Basílica de Superga, em Turim. Dois anos depois de sua morte, seu viúvo se casou com a princesa Isabel Teresa de Lorena, irmã do futuro imperador Francisco I do Sacro Império Romano-Germânico.
O ramo sênior da Casa de Saboia terminou com seu neto Carlos Félix da Sardenha. A Villa Polissena em Roma é nomeada em sua homenagem.

## Títulos e estilos
- 21 de setembro de 1706 – 23 de julho de 1724: "Princesa Polixena de Hesse-Rheinfels-Rotemburgo"[12]
- 23 de julho de 1724 – 3 de setembro de 1730: "Sua Alteza Real, a Princesa de Piemonte"
- 3 de setembro de 1730 – 13 de janeiro de 1735: "Sua Majestade, a Rainha da Sardenha"

## Descendência

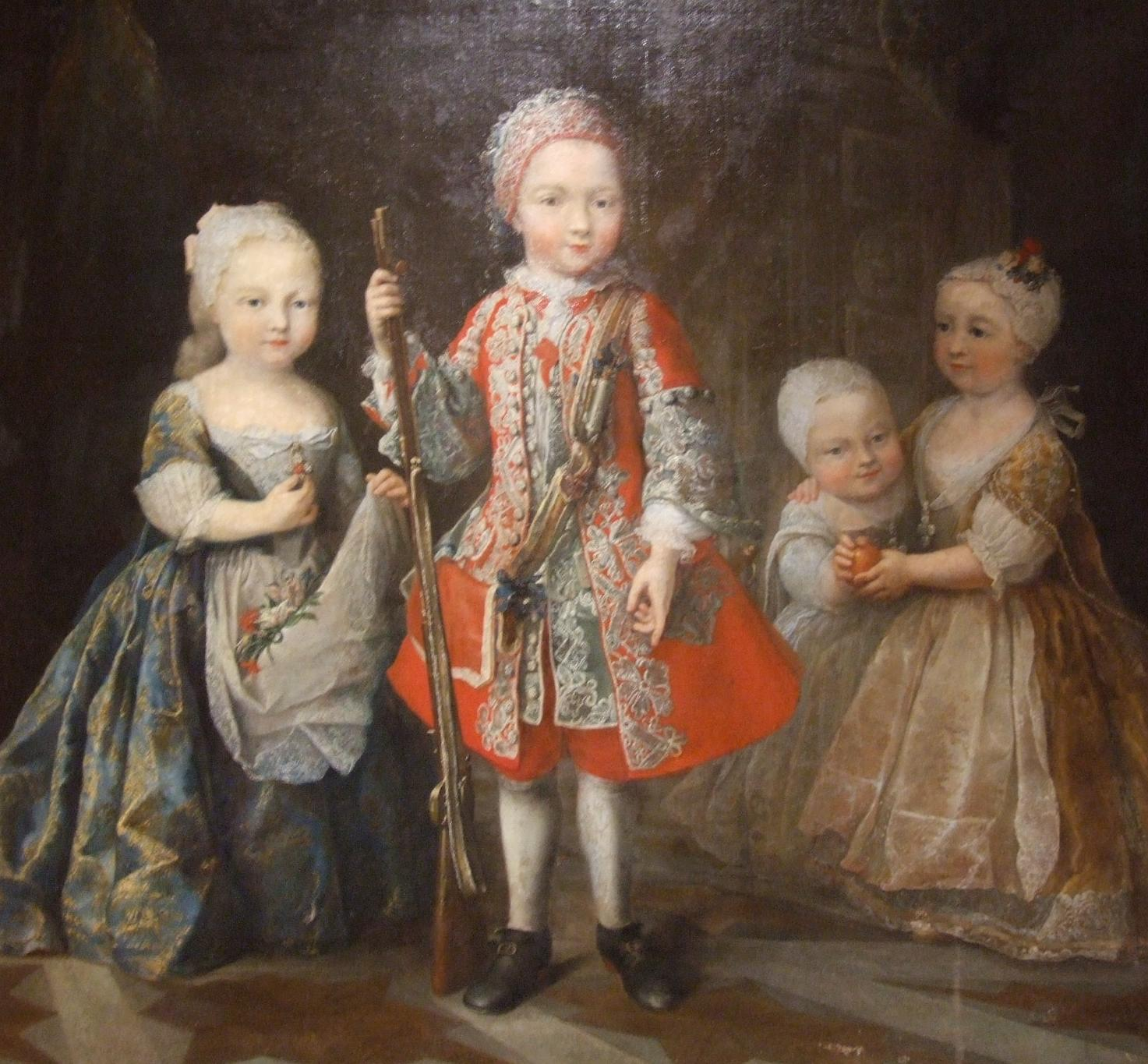
Filhos de Carlos Emanuel III, por Maria Giovanna Clementi em 1730. Esquerda para a direita: Leonor, Vítor Amadeu, Maria Felicidade e Maria Luísa.

| Nome                               | Nascimento              | Morte                  | Notas                                                               |
| ---------------------------------- | ----------------------- | ---------------------- | ------------------------------------------------------------------- |
| Vítor Amadeu III da Sardenha       | 26 de junho de 1726     | 16 de outubro de 1796  | Casou-se com Maria Antonieta Fernanda da Espanha, com descendência. |
| Leonor de Saboia                   | 28 de fevereiro de 1728 | 14 de agosto de 1781   | Nunca se casou ou teve filhos.                                      |
| Maria Luísa de Saboia              | 25 de março 1729        | 22 de junho de 1767    | Nunca se casou ou teve filhos.                                      |
| Maria Felicidade de Saboia         | 19 de março 1730        | 13 de maio de 1801     | Nunca se casou ou teve filhos.                                      |
| Emanuel Felisberto, Duque de Aosta | 17 de maio de 1731      | 23 de abril de 1735    | Morreu Jovem.                                                       |
| Carlos, Duque de Chablais          | 23 de julho de 1733     | 29 de dezembro de 1733 | Morreu Jovem.                                                       |